# Cathrine Marie Gielstrup
Cathrine Marie Gielstrup, född Morell den 3 mars 1755 i Köpenhamn, död där den 29 oktober 1792, var en dansk skådespelerska och sångerska. Hon var gift med Adam Gottlob Gielstrup.
Gielstrup var dotter till hovkapellisten Lorentz Morell och blev tidigt medlem i hovteaterns franska balettrupp, som 1772 införlivades med Det Kongelige teater, där hon 1773 blev skådespelare. Åren 1777-1779 var hon medlem i Det Dramatiske Selskap. Hennes fack vid teatern var att spela de sluga pigroller som hade en så stor del i de Holberg-pjäser som då spelades vid teatern. Hon tolkade dem på ett personligt och inte stereotypt sätt och lyckades alltid ge dem mer individualitet. Hon var tillfälligt avskedad under 1775-1777 på grund av barnsbörd, men fortsatte sedan att spela från 1778 fram till sin oväntade död under säsongen 1792.